# 慕容
慕容（ぼよう）は、漢姓のひとつ。『百家姓』の436番目。
鮮卑の部族名である慕容部に由来し、五胡十六国時代の前燕・西燕・後燕・南燕の国姓である。また、吐谷渾の建国者も慕容氏であったという。
慕容姓はその後も現在まで存在し続けている。2020年の中華人民共和国の統計では12番目に多い複姓であり、約5千人がいる。

## 著名な人物
- 慕容廆 - 西晋末の混乱期に勢力を伸ばし、大単于を称する。
- 慕容皝 - 前燕の初代君主。慕容廆の子。
- 慕容儁 - 前燕の第2代君主。慕容皝の子。
- 慕容恪 - 前燕の武将。慕容皝の子。前燕の最盛期を築く。
- 慕容評 - 前燕の政治家。慕容廆の子。
- 慕容垂 - 後燕の初代君主。慕容皝の子。
- 慕容泓 - 西燕の初代君主。慕容儁の子。
- 慕容徳 - 南燕の初代君主。慕容皝の子。
- 慕容皇后 - 北魏道武帝の皇后。
- 慕容三蔵 - 北斉・隋の政治家、大将軍。
- 慕容彦超（中国語版） - 五代十国時代の後漢の軍人。郭威に敗れる。吐谷渾人。
- 慕容貴妃 - 北宋の哲宗の妃。

### 架空の人物
- 慕容烈 - 『三国志演義』の登場人物。
- 慕容復 - 金庸の小説『天龍八部』の登場人物。慕容儁を祖とする姑蘇慕容氏に属する。